# Medranos
Medranos es una localidad del estado mexicano de Guanajuato. Es parte del municipio de Silao de la Victoria.

## Demografía
| Gráfica de evolución demográfica |
|                                  |

| Censo | Población |
| ----- | --------- |
| 1900  | 159       |
| 1910  | 179       |
| 1921  | 194       |
| 1930  | 295       |
| 1940  | 290       |
| 1950  | 510       |
| 1960  | 702       |
| 1970  | 1 288     |
| 1980  | 1 061     |
| 1990  | 1 241     |
| 2000  | 1 207     |
| 2010  | 1 449     |
| 2020  | 1 776     |